# Schola Cantorum Basiliensis
Schola Cantorum Basiliensis je hudební akademie a vyhledávaný institut zaměřený na starou hudbu, ležící v Basileji. Byla založena v roce 1933 Paulem Sacherem, společně s dalšími hudebníky, včetně průkopnickým specialistou na starou hudbu, Maxem Meilim. Důležitým fakultními členy jsou např. Anthonay Rooley, Paolo Pandolfo, Hopkinson Smith a snad nejznámější Andreas Scholl.